# 小行星1986
小行星1986（1986 Plaut）是一颗围绕太阳公转的小行星。1935年9月28日，亨德里克·范根特在约翰内斯堡发现了此天体。
該小行星以荷蘭天文學家盧卡斯·普勞特（Lukas Plaut）命名。
这颗小行星的绝对星等为230.7883214952627等。